# Entre mer et mur
Pour plus de détails, voir Fiche technique et Distribution.
Entre mer et mur est un film documentaire québécois réalisé par Catherine Veaux-Logeat, sorti en 2018,.

## Thématique
Ce second long métrage de la cinéaste germano-québécoise Catherine Veaux-Logeat (Hier encore je t'espérais toujours) est un documentaire éminemment personnel prenant la forme d'une enquête biographique entre Montréal et Berlin,. Si la sortie du film coïncide avec le 30e anniversaire de la chute du mur, c'est qu'en revisitant l'histoire familiale, comme celle du cousin Frank, séparé du reste de la famille à la suite de l'érection du mur de Berlin, la cinéaste fait écho à un héritage collectif fracturé, et ce, malgré la réunification allemande : sa démarche documentaire réveillant de vieux démons, dont ceux liés à la Stasi, qui a employé des milliers de personnes pour en espionner un million d'autres, y compris des membres de leur propre famille,.

## Fiche technique
- Titre original : Entre mer et mur
- Titre anglais ou international : A Wall Within
- Réalisation et scénario :  Catherine Veaux-Logeat[3]
- Musique originale : Mark Pinkus[4]
- Direction de la photographie : Jérémie Battaglia, Katerine Giguère
- Conception sonore : Roger Guérin
- Montage : Andrea Henriquez
- Production : Amélie Lambert Bouchard, Sylvie Van Brabant[5]
- Société de production : Les Productions du Rapide-Blanc, Productions du départ inc., avec la participation financière du Conseil des Arts du Canada, du Conseil des arts et des lettres du Québec, de la SODEC, du programme de crédit d’impôt du Québec et de la SCAM[6]
- Distribution : Les Productions du Rapide-Blanc
- Pays d'origine :  Canada ( Québec)
- Langue originale : allemand, français
- Format : couleur — HD — 16:9
- Genre : documentaire
- Durée : 75 minutes
- Dates de sortie :
  - Allemagne : 2 novembre 2018[7]
  - Canada : 24 février 2019[8]

## Distinctions

### Récompenses
- Festival international du cinéma des femmes de Fort-Coulonge 2019 : Meilleur film[9]
- Festival Cinema on the Bayou 2020 : Mention spéciale du jury dans la catégorie long métrage documentaire[10]

### Nominations et sélections
- Festival international du film francophone de Tübingen-Stuttgart : Sélection « Horizons »[7]
- Les Rendez-vous Québec Cinéma 2019 : Sélection « Documentaire » des RVQC[8]
- Festival de Cinéma de la ville de Québec : Sélection « Long métrage » du FCVQ[11]
- Festival du film d’histoire de Montréal 2019 : Sélection officielle du FIFHM[9]